# Gerry Weber Open 2017
Gerry Weber Open 2017 byl tenisový turnaj pořádaný jako součást mužského okruhu ATP World Tour, který se odehrával na otevřených travnatých dvorcích v areálu s centrkurtem Gerry Weber Stadion. Probíhal mezi 19. až 25. červnem 2017 v severoněmeckém Halle jako dvacátý pátý ročník turnaje.
Turnaj s celkovým rozpočtem 1 966 095 eur, a odměnami hráčům 1 836 660 eur, patřil do kategorie ATP World Tour 500. Nejvýše nasazeným tenistou ve dvouhře se stal opět pátý tenista světa Roger Federer ze Švýcarska. Jako poslední přímý účastník do hlavní soutěže ve dvouhře nastoupil argentinský 68. hráč žebříčku Carlos Berlocq.
Singlový titul vyhrál švýcarský pátý hráč světa Roger Federer, jenž si připsal devadesátou druhou singlovou trofej na okruhu ATP Tour a rekordní šestnáctou z travnatého povrchu. Po Nadalovi se stal druhým mužem otevřené éry, jenž na jediném turnaji triumfoval alespoň devětkrát. Ve statistice singlových trofejí open éry ztrácel dvě vítězství na druhého Ivana Lendla. Deblovou soutěž ovládl polsko-brazilský pár Łukasz Kubot a Marcelo Melo, který tak zůstal v roce 2017 po výhře z předcházejícího Ricoh Open na trávě neporažen.

## Rozdělení bodů a finančních odměn

### Rozdělení bodů
| Soutěž  | vítězové | finalisté | semifinalisté | čtvrtfinalisté | 16 v kole | 32 v kole | Q  | Q2 | Q1 |
| ------- | -------- | --------- | ------------- | -------------- | --------- | --------- | -- | -- | -- |
| dvouhra | 500      | 300       | 180           | 90             | 45        | 0         | 20 | 10 | 0  |
| čtyřhra | 500      | 300       | 180           | 90             | 0         | —         | —  | —  | —  |

### Finanční odměny
| Soutěž                              | vítězové | finalisté | semifinalisté | čtvrtfinalisté | 16 v kole | 32 v kole | 64 v kole | Q2     | Q1     |
| ----------------------------------- | -------- | --------- | ------------- | -------------- | --------- | --------- | --------- | ------ | ------ |
| dvouhra                             | €395 690 | €193 985  | €97 610       | €49 640        | €25 780   | €13 595   | €0        | €3 010 | €1 535 |
| čtyřhra                             | €119 140 | €58 330   | €29 260       | €15 020        | €7 760    | —         | —         | —      | —      |
| částka ve čtyřhře je uvedena na pár |          |           |               |                |           |           |           |        |        |

## Dvouhra

### Nasazení hráčů
| Země                           | Hráč                  | ATP | Nasazení |
| ------------------------------ | --------------------- | --- | -------- |
| Švýcarsko                      | Roger Federer         | 5.  | 1.       |
| Rakousko                       | Dominic Thiem         | 8.  | 2.       |
| Japonsko                       | Kei Nišikori          | 9.  | 3.       |
| Německo                        | Alexander Zverev      | 10  | 4        |
| Francie                        | Gaël Monfils          | 15. | 5.       |
| Francie                        | Lucas Pouille         | 16. | 6.       |
| Španělsko                      | Roberto Bautista Agut | 19. | 7.       |
| Španělsko                      | Albert Ramos-Viñolas  | 22. | 8.       |
| Žebříček ATP k 12. červnu 2017 |                       |     |          |

### Jiné formy účasti na turnaji
Následující hráči obdrželi divokou kartu do hlavní soutěže:
- Dustin Brown
- Tommy Haas
- Andrej Rubljov

Následující hráči postoupili z kvalifikace:
- Lukáš Lacko
- Maximilian Marterer
- Vasek Pospisil
- Michail Južnyj

Následující hráči postoupili z kvalifikace jako tzv. šťastný poražený:
- Júiči Sugita[1]

### Odhlášení
před začátkem turnaje
- Pablo Carreño Busta → nahradil jej  Benoît Paire
- Lu Jan-sun (poranění pravé paže)[1] → nahradil jej  Júiči Sugita

## Čtyřhra

### Nasazení párů
| Země                                                                       | Hráč              | Země     | Hráč         | ATP | Nasazení |
| -------------------------------------------------------------------------- | ----------------- | -------- | ------------ | --- | -------- |
| Polsko                                                                     | Łukasz Kubot      | Brazílie | Marcelo Melo | 14. | 1.       |
| Jižní Afrika                                                               | Raven Klaasen     | USA      | Rajeev Ram   | 25. | 2.       |
| Nizozemsko                                                                 | Jean-Julien Rojer | Rumunsko | Horia Tecău  | 43. | 3.       |
| Rumunsko                                                                   | Florin Mergea     | Pákistán | Ajsám Kúreší | 64. | 4.       |
| Žebříček ATP k 12. červnu 2017; číslo je součtem umístění obou členů páru. |                   |          |              |     |          |

### Jiné formy účasti
Následující páry obdržely divokou kartu do hlavní soutěže:
- Dustin Brown /  Jan-Lennard Struff
- Florian Mayer /  Philipp Petzschner

Následující pár postoupil z kvalifikace:
- Andre Begemann /  Tim Pütz

## Přehled finále

### Mužská dvouhra
- Roger Federer vs.  Alexander Zverev, 6–1, 6–3

### Mužská čtyřhra
- Łukasz Kubot /  Marcelo Melo vs.  Alexander Zverev /  Mischa Zverev, 5–7, 6–3, [10–8]